# Palesisa aureola
Palesisa aureola là một loài ruồi trong họ Tachinidae.